# الإدارة المركزية لحوادث الطائرات (مصر)
تختص الإدارة المركزية لحوادث الطائرات (بالإنجليزية: Central Directorate of Aircraft Accident Investigation)‏ بوزارة الطيران المدني بالتحقيق الفني في الحوادث والوقائع الخطيرة والوقائع والمخالفات للطائرات المدنية في إقليم الجمهورية وفي تلك التي تقع للطائرات المدنية المصرية في أعالي البحار أو فوق الأراضي غير المملوكة لدولة ما. وحيث أن الهدف الوحيد للتحقيق هو منع وقوع الحوادث والوقائع وليس الهدف من هذا النشاط توزيع اللوم والمسئولية.

## مركز تحليل مسجلات الطيران
- من منطلق العمل الدؤوب لوزارة الطيران المدنى، قيادة وافراد لرفع مستوى الاداء لجميع المراحل ومستويات عمليات النقل الجوى وتمشيا مع احدث متطلبات معدلات الامان قامت وزارة الطيران المدنى بانشاء مركز تحليل بيانات الطيران على احدث المستويات التقنية والعلمية ليكون العين الرقيبة على مستوى اداء اطقم الطيران وصيانة الطائرات ويعتبر مركز تحليل مسجلات الطيران بالإدارة المركزية لحوادث الطيران الأول من نوعه في منطقة الشرق الأوسط لخدمة سلطات الطيران المدنى وكذلك خطوط الطيران في مصر والدول المجاورة ليثبت جدارة الطيران المدنى المصرى بين دول المنطقة.[3]
- هذا إلى جانب استخدام امكانيات المركز في حالات التحقيق في حوادث ووقائع الطائرات يمكن أيضا استخدامها في التحليل الدورى لاداء الطائرات والاطقم الطائرة باستخدام تسجيل بيانات الطيران واجهزة تسجيل اصوات كابينة القيادة.[3]
- الإمكانيات والخدمات المقدمة

1. لتحليل الفنى لحوادث الطائرات.
2. التحليل الفنى لوقائع الطائرات.
3. القراءة والتحليل الدورى للمسجلات.
4. اختبار وتقييم مسجل بيانات الطيران.

- يقوم المركز بالخدمات التالية

1. اصلاح البيانات التالفة المستخرجة من اجهزة التسجيل وتصحيحها وتنقيتها من التشويش.
2. تحليل البيانات المستخرجة للوقوف على مدى صلاحية اجهزة تسجيل الطائرة.
3. تقديم تمثيل حركى للحدث قيد البحث والتحقيق.
4. التحليل الدورى لبيانات مسجلات الطيران طبقا لمتطلبات المنظمة الدولية للطيران المدني والذي يساعد في الحد من الاخطاء المتكررة لاطقم الطائرة وكذلك كشف عيوب عمليات الصيانة حيث يمكن تفريغ بيانات المسجلات في المركز أو من على الطائرات في مواقعها بالمطارات لتوفير الوقت والجهد.

### إنشاء المركز قصة نجاح
- تم الانتهاء من إنشاء المركز في أكتوبر من عام 2003 بواسطة شركة XWAVE العالمية والتي تمتد فروعها لتشمل امريكا، كندا، وايرلندا حيث تزيد خبرتها عن 25 عاما من المشاريع والابحاث في مجالات الطيران، حيث كان هذا المركز هو بداية لعلاقة تبادل الخبرات بين وزارة الطيران المدنى والشركة من خلال شركة دلتا وكيلها بجمهورية مصر العربية في هذا المشروع.[3]
- يعتمد المركز على برنامج (RAPS) والنسخة الطورة 'INSIGHT' والذي قامت بتصميمه شركة 'FLIGHTSCAPE' والمتخصصة في مجال تحليل حوادث الطائرات منذ ما يزيد عن 15 عاما.
- وتمشيا مع سياسة الوزارة لرفع مستوى الاداء لجميع العاملين ولمواكبة التطور التقنى فقد تم تدريب فريق العمل في الخارج ويتم ارسالهم سنويا لحضور دورات تدريبية وورش عمل سنويا بالخارج.
- هذا وقد ساهم فريق العمل المكون من XWAVE , 'FLIGHTSCAPE' ودلتا في توفير الخبرات اللازمة لنجاح المشروع.
- وقد قام المركز منذ انشاؤة بتنفيذ:

1. 385 تفريغ وتحليل لمسجلات بيانات الطيران.
2. 486 تفريغ وتحليل لمسجلات كابينة القيادة.
3. 39 تحليل حوادث ووقائع هامة لمصر والسعودية وباكستان وإندونيسيا والسودان.

### التقنية المستخدمة
- يعتبر النظام المستخدم المعيار القياسى الدولى في تحقيق وتحليل حوادث الطائرات ويستخدم في العديد من جهات تأمين سلامة النقل ومراكز التحليل بالدول الرائدة في المجال ومنها امريكا، كندا، فرنسا، المملكة المتحدة، أستراليا، ألمانيا، تايوان، كوريا، الصين، سويسرا، إيطاليا، أيرلندا، هونغ كونغ.[3]
- وكذلك العديد من كبريات الشركات المصنعة للطائرات ومنها إيرباص، بوينغ، لوكهيد مارتن، ساب وسيكورسكى .
- تم استخدام نفس تلك الانظمة للتحقيق في غالبية الحوادث الهامة خلال الاعوام الاخيرة ومنها حادث الرحلة رقم FSH604 لشركة فلاش اير.
- وقد قام المركز بكوادره الفنيه المصرية بتفريغ وتحليل اجهزة مسجلات طائرة حادث الرحلة الرحلة رقم FSH604 لشركة فلاش اير عام 2004م في حضور ممثلين معتمدين من شركة بوينج والطيران المدنى الفرنسى والطيران المدنى الامريكى ولم يتطلب فيها اللجوء لاى مساعدات من معامل خارجية.
- وقد قامت وزارة الطيران المدنى المصرى باختبار تلك الانظمة الاحدث والأكثر شيوعا لاتاحة الفرصة لتبادل الخبرات بين المحللين المصريين ومختلف دول العالم.
- يمكن للمركز التعامل مع بيانات جميع أنواع وطرازات اجهزة تسجيل بيانات الطيران لتشمل الطائرات التجارية الكبيرة مثل البوينج 777 و إيرباص إيه 340 وايضا الطائرات الصغيرة وطائرات الهليكوبتر مع امكانية التطوير للتوافق مع الاجيال القادمة من الطائرات.
- وحيث ان المركز مصمم في المقام الأول لتحقيق وتحليل حوادث الطائرات فقد تم تزويده بجميع الامكانيات اللازمة لتحويل وتنقية وتصحيح تكامل البيانات للحصول على تقارير مخرجات في صورة جداول ورسومات بيانية وتمثيل حركى.
- ويتميز المركز بامكانية استقبال بيانات تم تفريغها باستخدام انظمة أخرى واستكمال تحليلها وتكاملها مع اى بيانات أخرى على خلاف العديد من الانظمة المنغلقة على نفسها والغير مصممه لاستخراج البيانات من اجهزة التسجيل التالفة والمحطمة.
- وبالإضافة إلى كل تلك المميزات فقد تم تصميم المركز لميزة أخرى في منتهى الاهمية وهى امكانية تبادل المعلومات المستخرجة من النظام اثناء عملية التحليل في جميع صورها بدءا من المعلومات الخام وحتى التمثيل الحركى.
- وكذلك يمكن تقديم تقارير المخرجات على صورة جداول، رسومات أو تمثيل حركى متزامن والتي يمكن استخدامها في تحليل اداء الطائرات طبقا لمتطلبات المنظمة الدولية للطيران المدني .
- يمكن تصميم فيلم محاكى لحركة الطائرة بناء على البيانات المستخرجة من جهاز الFDR ومثال ذلك الفيلم المرفق الذي يوضح هبوط طائرة بسرعة اعلى من المعدلات المطلوبة مما تسبب في انعطاف الطائرة.